# Bekaśnikowate
Bekaśnikowate (Macroramphosidae) – nieliczny w gatunki takson – w randze rodziny lub podrodziny Macroramphosinae w obrębie brzytewkowatych (Centriscidae) – obejmujący małe, morskie ryby promieniopłetwe, najstarsze z rzędu igliczniokształtnych. W zapisie kopalnym znane są z górnej kredy (†Gasterorhamphosus zuppichinii). Najbardziej znanym współcześnie żyjącym przedstawicielem jest bekaśnik (Macrorhamphosus scolopax).

## Występowanie
Morskie wody przybrzeżne w tropikalnej i subtropikalnej strefie oceanów Atlantyckiego, Indyjskiego i Spokojnego.

## Cechy charakterystyczne
Ciało silnie bocznie spłaszczone, wysokie, długości zwykle kilkunastu centymetrów (maksymalnie 30 cm), pokryte płytkami kostnymi. Brak wąsików. W pierwszej płetwie grzbietowej występuje 4–8 połączonych błoną kolców, z czego drugi jest silnie wydłużony. Druga płetwa grzbietowa rozpostarta jest na 11–19 miękkich promieniach.

## Systematyka

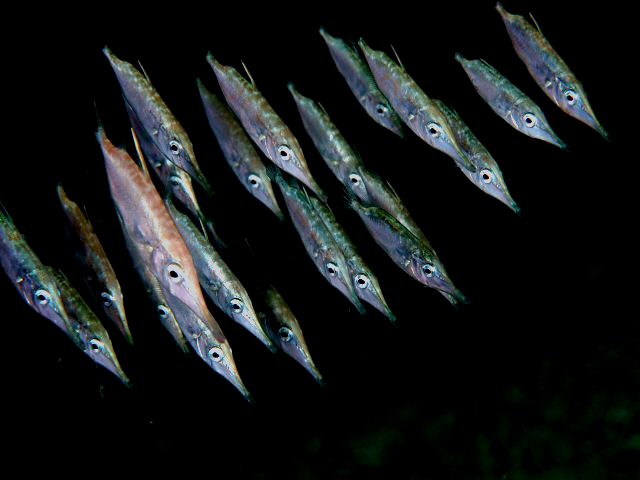
Bekaśnik (Macroramphosus scolopax)

Do bekaśnikowatych zaliczono osiem gatunków zgrupowanych w rodzajach:
- Centriscops Gill, 1862
  - Centriscops humerosus
- Macroramphosus Lacepède, 1803
  - Macroramphosus gracilis – bekaśnik drobny
  - Macroramphosus scolopax – bekaśnik
- Notopogon Regan, 1914
  - Notopogon armatus
  - Notopogon fernandezianus
  - Notopogon lilliei
  - Notopogon macrosolen
  - Notopogon xenosoma